# Färingsö
Färingsö - também conhecida como Svartsjölandet - é uma ilha do lago Mälaren, localizada imediatamente a oeste de Estocolmo. Pertence ao município de Ekerö, no condado de Estocolmo. Tem uma área de 82 km 2.